# Salwáre oder Die Magdalena von Bozen
Salwàre oder Die Magdalena von Bozen ist ein 1936 im Bermann-Fischer-Verlag in Wien veröffentlichter Roman von Carl Zuckmayer. Das Buch blieb der einzige zu Lebzeiten publizierte Roman des Autors und sollte zuerst in Deutschland erscheinen: Die Erstausgabe im S. Fischer Verlag wurde jedoch noch vor der Auslieferung vom NS-Regime beschlagnahmt, da Zuckmayer als politisch unerwünschter Autor galt. 

## Entstehung und Veröffentlichung
Der Roman entstand im Anschluss an eine Südtirolreise Zuckmayers in den Jahren 1934 und 1935 in seinem Haus in Henndorf am Wallersee. Wie Alice Herdan-Zuckmayer später angab, beruht er – im Gegensatz zu mehreren anderen Werken des Autors – nicht auf wahren Begebenheiten. Im Börsenblatt für den deutschen Buchhandel wurde Anfang Dezember 1935 die Publikation für 10. Dezember im S. Fischer Verlag angekündigt, durch das Propagandaministerium aber umgehend verhindert, obwohl über 3.000 Vorbestellungen vorlagen. Der Präsident der Reichsschrifttumskammer, Hanns Johst, erklärte in einem Brief an den Verlag, dass Zuckmayers Buch „um dessen literarischer Vergangenheit willen im Reiche durchaus unerwünscht“ sei. Im August 1936 erschien das Buch schließlich im Exil-Verlag Bermann-Fischer in Wien.
1937 erschien der Roman in Großbritannien und den USA unter den Titeln The Moon in the South bzw. The Moons Ride over. Auch im faschistischen Italien und in Ungarn wurde Salwáre noch vor dem Zweiten Weltkrieg publiziert. 

## Inhalt
Der Roman, der etwa Anfang der 1930er-Jahre spielt, wird in einem Rückblick erzählt: Der Maler und Weltenbummler Thomas Stolperer erinnert sich im Gespräch mit dem namenlosen Ich-Erzähler an die Zeit, als er zu Gast bei seinem Freund Firmin Graf Stries dej Salwàre war. Dieser lebt gemeinsam mit seiner sehr bodenständigen Ehefrau, zwei Kindern, seiner blinden Mutter und seiner jüngeren Schwester Magdalena auf Schloss Salwàre in Südtirol. Firmin ist ein erfolgreicher Dramatiker, leidet jedoch gerade an einer Schreibblockade. Stolperer fühlt sich von der künstlerischen und geistigen Atmosphäre im Schloss angezogen und verspricht, den ganzen Sommer über zu bleiben. Man führt intellektuelle, bisweilen philosophische Gespräche und beschäftigt sich mit Musik. Thomas verliebt sich in Magdalena, wird aber von ihr abgewiesen. In ihr scheinen gewisse dämonische, animalische Züge vorhanden zu sein, die besonders zu Vollmond sichtbar werden. Später erzählt man ihm, eine Ahnin der Familie sei vor Jahrhunderten als Hexe verbrannt worden. 
Nun beginnt Thomas eine Beziehung mit der ladinischen Kellnerin eines nahen Berggasthofes, die ebenfalls Magdalena heißt, aber Mena oder Menega gerufen wird. Für ihn wird sie als Gegensatz zur Gräfin Magdalena immer wichtiger. Diese hat sich kurz zuvor mit ihrem italienischen Cousin Mario, einem überzeugten Faschisten, verlobt. Mario kommt ebenfalls ins Schloss zu Besuch, kann jedoch Magdalenas Verhalten auch nicht begreifen, fühlt sich von ihr zurückgewiesen und zweifelt an der Verlobung. Während eines Ausflugs an den Kalterer See beginnen die beiden einen heftigen Streit und lösen ihre Verlobung wieder, Mario reist ab. Daraufhin unternehmen der Graf und seine Schwester gemeinsam mit Stolperer eine Bergtour auf den Latemar. Firmin und Magdalena verunglücken dabei tödlich, nachdem sich Thomas kurz zuvor im Streit von ihnen getrennt hatte. Mena, die über ihren Bruder in eine Schmuggelaffäre verwickelt wurde, verschwindet; erst später erfährt Thomas, dass sie ein Kind von ihm erwartete. Noch einmal sucht er Mena in Bozen, kann sie jedoch nicht mehr finden und verlässt Südtirol. 

## Rezeption
Zeitgenössische Rezensionen lobten vor allem die überzeugenden Naturschilderungen der Südtiroler Gebirgslandschaft; gleichwohl wurden der Mangel an konkreter Handlung bzw. das Fehlen einer klaren Aussage kritisiert. Dieter Kafitz wies in seiner Analyse der Frauengestalten des Romans vor allem darauf hin, dass in Zuckmayers vitalistischer Sichtweise das Weibliche geradezu mit der Natur identifiziert würde, die beiden Archetypen der zarten, schwachen Frau und der femme fatale seien miteinander verschmolzen. Das Lexikon der Weltliteratur hebt besonders die eindrucksvolle Naturschilderung hervor, kritisiert aber die „vorgegebene Typisierung“ der Charaktere. Luise Rinser versuchte eine psychoanalytische Deutung des Romans.